# Cardiff (Alabama)
Cardiff város az USA Alabama államában, Jefferson megyében. Lakosainak száma 52 fő (2020. április 1.).

## Népesség
A település népességének változása:

| 2010 | 55 |
| 2020 | 52 |